# 国民の祝日を祝う会
財団法人国民の祝日を祝う会（ざいだんほうじんせいこくみんのしゅくじつをいわうかい）は、内閣府所管の財団法人。

## 概要
- 設立：1986年3月25日
- 解散：2006年3月31日